# Lophoplusia psectrocera
Lophoplusia psectrocera är en fjärilsart som beskrevs av George Francis Hampson 1913. Lophoplusia psectrocera ingår i släktet Lophoplusia och familjen nattflyn. Inga underarter finns listade i Catalogue of Life.